# Ondřej Šimetka
Ondřej Šimetka (* 29. září 1970 Opava) je český lékař v oboru gynekologie a porodnictví, od roku 2020 senátor za obvod č. 72 – Ostrava-město, nestraník za ODS. V roce 2024 byl zařazen do seznamu Forbes TOP 50 lékařů v České republice.

## Studium a profesní život
Narodil se v Opavě. Studoval na 1. lékařské fakultě UK v Praze a absolvoval i zahraniční stáže. Po promoci v roce 1996 začal pracovat ve Slezské nemocnici v Opavě a od roku 2003 ve Fakultní nemocnici v Ostravě. Pracoval jako dobrovolník Lékařů bez hranic, OSN a UNFPA na Východním Timoru (kde se dlouhodobě účastnil na projektu snižování mateřské úmrtnosti), Srí Lance a v Libérii. V roce 2019 získal cenu Via Bona.
V roce 2004 byl externím konzultantem Ministerstva zdravotnictví Východního Timoru.
Od roku 2007 je přednostou Gynekologicko-porodnické kliniky ve Fakultní nemocnici v Ostravě a Lékařské fakulty Ostravské Univerzity, v jejímž čele nahradil Petera Kolibu, kterého shodou okolností později nahradil i v Senátu.

V článku Deníku N ze dne 26. dubna 2022 se vyjádřil k veřejným postojům Hnutí pro život týkajících se potratů znásilněných žen ve válce na Ukrajině:
Nechal jsem se obalamutit. Neviděl jsem za tím celé to pozadí. Když mě oslovili, jestli by u mě mohli nechat letáčky, ptal jsem se jich na jejich postoj. Říkali, že jim jde čistě o psychologickou pomoc. Přinutit ženu donosit dítě v takovém případě je překročení všeho. To nejde ospravedlnit ochranou života. Pak má život nenarozeného plodu větší hodnotu než život ženy. To v našem evropském prostoru nechceme. Zákaz potratů jejich provádění nevymýtí.

 Reagoval v článku, který se postoji Hnutí pro život zabývá. V polovině dubna 2022 se distancoval od další podpory projektu Hnutí pro život „Nesoudíme, pomáháme“, na kterém s hnutím do té doby spolupracoval.
Mezi lety 2009 a 2011 vyučoval na Slezské univerzitě v Opavě a od roku 2007 na Lékařské fakultě Ostravské univerzity.

## Politická činnost
Ve volbách do Senátu PČR v roce 2020 kandidoval jako nestraník za ODS s podporou Svobodných v obvodu č. 72 – Ostrava-město. V prvním kole získal 21,68 % hlasů, a postoupil tak ze 2. místa do druhého kola, v němž porazil kandidáta hnutí ANO 2011 Zdeňka Jiříčka poměrem hlasů 67,89 % : 32,10 %, a stal se tak senátorem.
V Senátu je členem Senátorského klubu ODS a TOP 09,  místopředseda Výboru pro zdravotnictví, je také místopředsedou Mandátového a imunitního výboru.

## Ocenění

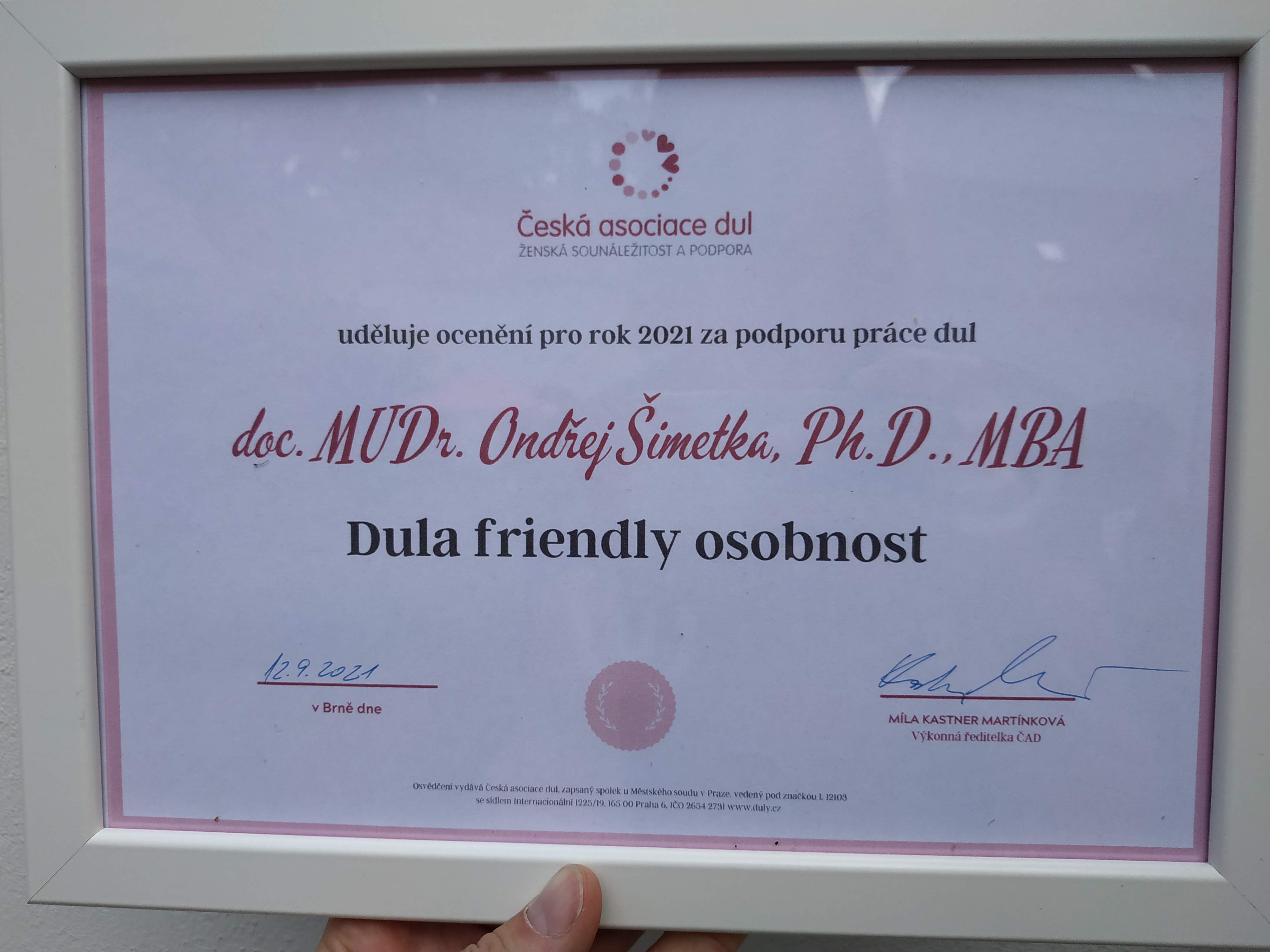
Ocenění Dula friendly osobnost za rok 2021 pro Ondřeje Šimetku.

- 2021 – Dula friendly osobnost od České asociace dul za podporu práce dul
- 2019 – cena Via Bona za filantropii, konkrétně za úspěšnou dárcovskou kampaň pro Lékaře bez hranic
- 2022 – získal ocenění „Genderman“ za dlouhodobé úsilí o zlepšení českého porodnictví a odstraňování porodnického násilí
- 2024 – byl zařazen do seznamu Forbes TOP 50 lékařů v České republice